# MDA-MB-231
La línea celular MDA-MB-231 es una de las más utilizadas para el estudio experimental in vitro del cáncer de mama CDI, basal like (triple negativo) , esto es, que no tiene receptores para ER, PR ni sobreexpresa el factor de crecimiento HER2. Estas células fueron aisladas por Cailleau y sus colaboradores  en 1973, a partir de una muestra de derrame pleural de una paciente con cáncer de mama que falleció de esta enfermedad en el Anderson Hospital (Houston, EE. UU.).  Se ha comprobado que estas células presentan un crecimiento extraordinariamente rápido en medios de cultivo poco enriquecidos, en parte por una regulación autocrina a partir de factores de crecimiento celular que ellas mismas secretan al medio. Poseen abundantes receptores de membrana para el factor de crecimiento epidérmico (EGF), pero paradójicamente no se sobreestimulan con dicho factor.  Los estudios bioquímicos y genéticos con estas células han contribuido enormemente a la investigación del cáncer de mama y al desarrollo de fármacos  para ayudar a combatirlo.